# Марьино (Сергиево-Посадский район)
Марьино — деревня Сергиево-Посадского района Московской области. Входит в состав сельского поселения Шеметовское, 1994—2006 гг. — административный центр Марьинского сельского округа Сергиево-Посадского района. Население — 764 чел. (2010).

## География
Расположена на севере Московской области, в западной части Сергиево-Посадского района, примерно в 28 км к северо-западу от центра города Сергиева Посада, на впадающей в Велю реке Орше. В 12 км к западу — автодорога Р112, в 15 км к востоку — автодорога Р104, в 7 км к югу — Московское большое кольцо А108. Связана автобусным сообщением с районным центром. Ближайшие населённые пункты — деревни Корытцево, Опарино и Паюсово. Антоново, Бор

## Население
| 2002 | 2006 | 2010 |
| ---- | ---- | ---- |
| 822  | ↘803 | ↘764 |